# Deleni, Vaslui
Deleni là một xã thuộc hạt Vaslui, România. Dân số thời điểm năm 2002 là 2641 người.